# Stockholm Open 1989
Lo Stockholm Open 1989 è stato un torneo di tennis giocato sul sintetico indoor. È stata la 21ª edizione dello Stockholm Open, del Nabisco Grand Prix 1989. Il torneo si è giocato nella Stockholm Globe Arena di Stoccolma in Svezia, dal 6 all'11 novembre 1989.

## Campioni

### Singolare
Ivan Lendl ha battuto in finale  Magnus Gustafsson con il punteggio di 7–5, 6–0, 6–3

### Doppio
Jorge Lozano /  Todd Witsken hanno battuto in finale  Rick Leach /  Jim Pugh,6–0, 5–7, 6–3